# Обручев, Владимир Владимирович
Влади́мир Влади́мирович О́бручев (28 февраля [11 марта] 1888, Санкт-Петербург — 11 января 1966, Москва) — советский геолог-экономист. Специалист по экономике горно-рудной промышленности и минерально-сырьевыми ресурсами СССР, организатор науки и производства, редактор.

## Биография
Родился 28 февраля (11 марта) 1888 в Санкт-Петербурге в семье геолога Владимира Афанасьевича Обручева и Елизаветы Исааковны Лурье (ум. 1933). Вместе с младшими братьями, Сергеем и Дмитрием, он увлекался геологией.
В 1905 году участвовал в экспедициях отца в пограничную Джунгарию. В 1908 и 1909 годах участвовал в экспедициях В. В. Сапожникова в Монгольский Алтай, в 1911 году в его же экспедиции в Русский Алтай. На основании проведённой им съёмки были составлены карты, опубликованные в 1911 году в книге В. Сапожникова «Монгольский Алтай в истоках Иртыша и Кобдо».
В 1907—1911 годах учился на горном отделении Томского технологического института, затем поступил в Московский коммерческий институт. В 1916 году был призван в армию.
В 1921—1930 годах работал в Комиссии по изучению Курской магнитной аномалии (КМА), Солесиндикате, Главном топливном управлении, Объединении «Минералтруд» и других учреждениях ВСНХ. Занимался экономическими вопросами золото-платинового и неметаллического сырья.
В 1930—1934 годах был начальником планового отдела, заместителем директора и директором Ленинградского отделения Научно-исследовательского института прикладной минералогии.
С 1934 года был сотрудником СОПС АН СССР. Изучал минерально-сырьевые ресурсы Казахстана. Был организатором конференций и редактором монографий, журналов, научно-популярных книг, выпускавшихся в 1940-50-е годы советским издательством «Географгиз». Подготовил к публикации 6-томное собрание «Избранных произведений» академика В. А. Обручева.
Член ВГО.
В 1958 году В. В. Обручев вышел на пенсию. Скончался 11 января 1966 года. Похоронен в Москве на Новодевичьем кладбище в родственной могиле, участок № 1, 30 ряд.

## Семья
Младшие братья:
- Обручев, Сергей Владимирович (1891—1965) — геолог
- Обручев, Дмитрий Владимирович (1900—1970) — палеонтолог

Дочь — Обручева, Наталья Владимировна (1931—2023) — физиолог растений, доктор биологических наук (1991), старшая внучка академика В. А. Обручева.